# 강하군
강하군(江夏郡)은 중국의 옛 군현제의 군이다. 지금의 우한시의 일부 지역과 후베이성의 일부 지역을 관할했다.

## 전한
《한서》에서는 고제 때 설치했다 했고 《수경》 〈면수〉 주에서는 고제 6년(기원전 201년)에 설치했다 하나, 왕국유는 오피가 회남왕 유안과 의논한 것을 분석해 이를 부정하고 회남왕과 회남왕의 아우 형산왕 유사의 모반이 들통나 두 제후왕국이 폐지되면서 원수 2년(기원전 121년)에 형산군 서부와 남군의 동부를 합쳐 설치했다고 했다. 군명은 강수(江水)와 하수(夏水)에서 유래한 것으로, 강수가 남군에서 갈라져 나오는 강과 면수(沔水)가 화용(華容)에서 만나 하수를 이루고, 하수는 이 군을 지나서 강수로 흘러들어간다.
형주(荊州)에 속하였으며, 원시 2년(2년)의 인구조사에 따르면 호구 56,844호에 인구 219,218명이었다. 아래는 《한서》의 속현 목록으로, 원연·수화 지간(기원전 8년)경에 14개 현을 두었다.
| 현명   | 한자   | 대략적 위치        | 비고                                                                            |
| ------ | ------ | ------------------ | ------------------------------------------------------------------------------- |
| 서릉현 | 西陵縣 | 우한시 신저우구 서 | 운몽관(雲夢官)이 있다.                                                          |
| 경릉현 | 竟陵縣 | 첸장시 북서        | 북동쪽에 장산(章山)이 있었다. 운향(鄖鄕)이 있는데 초나라의 운공(鄖公)의 읍이다. |
| 서양현 | 西陽縣 | 신양시 광산현 서   |                                                                                 |
| 양현   | 襄縣   | 모름               |                                                                                 |
| 주현   | 邾縣   | 황강시 북          | 형산왕 오예가 도읍으로 삼았었다.                                                |
| 대현   | 軑縣   | 신양시 시현        | 옛 현자국(弦子國)이다.                                                          |
| 악현   | 鄂縣   | 어저우시           |                                                                                 |
| 안륙현 | 安陸縣 | 샤오간시 윈멍현    | 동쪽에 횡미산(橫尾山)이 있었다.                                                 |
| 사이현 | 沙羨縣 | 우한시 우창구 서   |                                                                                 |
| 기춘현 | 蘄春縣 | 황강시 치춘현 남서 |                                                                                 |
| 맹현   | 鄳縣   | 신양시 뤄산현 서   |                                                                                 |
| 운두현 | 雲杜縣 | 징먼시 징산현      |                                                                                 |
| 하이현 | 下雉縣 | 황스시 양신현 동   |                                                                                 |
| 종무현 | 鍾武縣 | 신양시 남동        |                                                                                 |

## 신
왕망(王莽) 때는 다음 현의 이름을 고쳤다.
| 전한       | 신         |
| ---------- | ---------- |
| 서릉(西陵) | 강양(江陽) |
| 경릉(竟陵) | 수평(守平) |
| 양(襄)     | 양비(襄非) |
| 하이(下雉) | 윤광(閏光) |
| 종무(鍾武) | 당리(當利) |

신나라 말기의 혼란으로 인해 일어난 농민 반란군 녹림군의 발상지가 이 군의 신시(新市) 땅이고, 한때 녹림산으로 숨어들어가 녹림군이라고 불리게 된다. 이 녹림이란 명칭은 훗날 도둑의 별명으로 쓰이게 된다. 초창기 녹림군은 강하군을 거점으로 활동했고, 근거지에 역병이 돌아 흩어지면서 인근의 전수군·남순군 일대까지 세력을 확대하게 된다.

## 후한, 삼국
14성, 5만 8434호, 26만 5464명을 관할했다. 전한대의 현인 양현, 종무현이 폐지되고 평춘현과 남신시현이 신설되었다. 후한말에는 태수 황조가 차지했으나 190년(후한 헌제 초평 2년), 황조가 치소를 사이현으로 옮겼고 사이현을 교치했다. 그러나 황조가 관할하던 장강이남지방은 손견, 손권이 장강 중류지방으로 세력을 확장하면서 오나라에 정복되었다. 208년(후한 헌제 건안 13년), 황조 이후 유표의 아들 유기가 새로운 강하태수로 부임했지만 이복동생이자 유표 사후 형주자사로 부임했던 유종이 조조에게 투항한 것에 반발하고 강남으로 도주한 것에 반발, 유비에게 투항하자 유비의 관할지가 되었다. 조조의 세력권에 편입되었던 여남군과의 경계지인 서양현, 대국이 여남군 익양현, 기사현등과 함께 익양군으로 분리되었다. 그러나 형주 공방전이후 오가 형주를 차지하고 위가 강하의 일부지역을 차지하면서 위와 오로 군이 양분되었다.
| 현명       | 한자       | 대략적 위치                                                | 비고 |
| ---------- | ---------- | ---------------------------------------------------------- | --- |
| 서릉현     | 西陵縣     | 변화없음                                                   | 후한말 태수 황조가 군치를 서릉현에서 사이현으로 옮기면서 버려졌다. |
| 서양현     | 西陽縣     | 변화없음                                                   | 조조가 점령했던 곳으로 218년경 익양군으로 분리되었다. |
| 대후국     | 軑候國     | 변화없음                                                   | 조조가 점령했던 곳으로 218년경 익양군으로 분리되었다. |
| 맹현       | 鄳縣       | 변화없음                                                   | |
| 경릉후국   | 竟陵候國   | 변화없음                                                   | |
| 운두현     | 雲杜縣     | 징먼시 징산현 → 셴타오시 면성진(沔城鎭) 서북               | 220년(후한 헌제 건안 25년) |
| 사이현     | 沙羨縣     | 우한시 우창구 서 → 우한시 우창구 북 신하가도(新河街道)일대 | 사이현으로 강하군의 치소가 옮겨지면서 극월성(却月城)으로 교치되었다. 현내에는 후한말 이후 남북조시대까지 장강 중류에서 지류를 타고 내려온 물자가 장강에서 모이는 하구(夏口)가 있었고 하구가 군의 중심지로 올랐다. |
| 주현       | 邾縣       | 변화없음                                                   | 《지도기》에 따르면, 초나라가 주나라를 멸하고 주나라 임금을 옮긴 곳이 이 성이라 했다. |
| 하이현     | 下雉縣     | 변화없음                                                   | |
| 기춘후국   | 蘄春候國   | 변화없음                                                   | |
| 악현       | 卾縣       | 변화없음                                                   | |
| 평춘후국   | 平春候國   | 변화없음                                                   | 신설된 장릉군으로 이관되었다. |
| 남신시후국 | 南新市候國 | 변화없음                                                   | |
| 안륙현     | 安陸縣     | 변화없음                                                   | |
| 석양현     | 石陽縣     | 샤오간시 잉청시 천아진(天鹅鎭) 동                          | 208년 신설되었다. 위나라가 점령했으나 226년(오 대제 황무 5년), 조비가 사망한 틈을 타 손권이 석양을 공격하기 위해 군대를 보냈다.                                                                                   |

| 후한   | 후한                                   | 삼국 | 삼국   | 삼국                                            |
| ------ | -------------------------------------- | ---- | ------ | ----------------------------------------------- |
| 강하군 | 맹현, 경릉국, 평춘국, 남신시국, 안륙현 | 위   | 강하군 | 맹현, 경릉현, 평춘현, 남신시현, 안륙현          |
| 강하군 | 서릉현 서양현, 대국                    | 위   | 익양군 | 서릉현, 서양현, 대현                            |
| 강하군 | 운두현, 사이현, 악현, 하이현           | 오   | 강하군 | 운두현, 무창현, 하이현, 시상현(예장군에서 편입) |
| 강하군 | 기춘국                                 | 오   | 기춘군 | 기춘현, 심양현(여강군에서 편입)                 |

## 서진
서진에서는 동오를 멸한 후, 동오의 강하군은 무창군으로 이름을 바꾸고 옛 조위의 강하군만을 강하군으로 유지시켰다. 서진의 강하군은 7현 24,000호를 관할했다. 299년(진 혜제 원강 9년), 경릉을 비롯한 3현이 경릉군으로 분리되었다.
| 현명     | 한자     | 비고                                   |
| -------- | -------- | -------------------------------------- |
| 안륙현   | 安陸縣   | 군의 치소다.                           |
| 운두현   | 雲杜縣   | 299년 경릉군으로 분리되었다.           |
| 곡릉현   | 曲陵縣   | 석양현에서 지금의 이름으로 개명되었다. |
| 평춘현   | 平春縣   |                                        |
| 맹현     | 鄳縣     |                                        |
| 경릉현   | 竟陵縣   | 299년 경릉군으로 분리되었다.           |
| 남신시현 | 南新市縣 | 299년 경릉군으로 분리되었다.           |

## 송
454년(유송 효무제 효건 원년) 형주와 양주의 완충지대 개념으로 영주가 신설되자 영주의 치소가 되었다. 7현 5,072호 23,810명을 거느렸다.
| 현명   | 한자   | 대략적 위치                                | 현급       | 비고 |
| ------ | ------ | ------------------------------------------ | ---------- | --- |
| 여남현 | 汝南縣 | 우한시 장샤구 서 금구(金口)일대            | 후상(候相) | 진 말기에 사이현에 이주한 여남군의 유민들의 우거지를 분립해 세웠다.                                                                                       |
| 돈양현 | 沌陽縣 | 우한시 장한구 남 한정(漢正)가도일대        | 자상(子相) | |
| 효창현 | 孝昌縣 | 샤오간시 샤오창현 대이촌(大二村)           | 후상(候相) | |
| 혜회현 | 惠懷縣 | 셴타오시 통해구진(通海口鎭)                | 자상(子相) | |
| 사양현 | 沙陽縣 | 셴닝시 자위현 귀근주촌(歸根洲村) 북부 일대 | 남상(男相) | 원래는 사이현이었는데, 서진 무제 태강 원년에 이름을 고쳤고, 또 사이현을 분리해 세웠다. 원가 16년에 파릉으로 옮겨 속했고, 효건 원년에는 강하군으로 옮겼다. |
| 이양현 | 羡陽縣 |                                            | 자상(子相) | 서진 혜제 때에 도간의 장수 안륙 사람 주사(朱伺)의 요구로 안륙의 동쪽을 나누어 세워졌다.                                                                   |
| 포기현 | 蒲圻縣 | 셴닝시 자위현 육계진(陸溪鎭)일대.          | 남상(男相) | 원래는 장사군에 속했고, 원가 16년에 파릉군으로 옮겨 속했고, 효건 원년에 강하군으로 옮겼다.                                                                |

## 수나라
정주(郢州) 소속의 군이었는데 수나라가 남진을 멸하고 일대의 주군을 악주(鄂州)로 통폐합하였다. 대업 초에 군제가 부활하여 강하군으로 고쳤다가 당나라 때 악주로 돌아갔다. 4현 13,771호를 관할하였다. 지금의 후베이성 우한시 장강 이남, 어저우시, 황스시, 셴닝시 일대이다.
| 현명       | 대략적 위치                 | 비고 |
| ---------- | --------------------------- | --- |
| 강하       | 우한시 장강 이남            | 봉화산(烽火山)과 도수(塗水)가 있다. |
| 무창       | 어저우시, 황스시 북부       | 옛 무창군에 속하였다. 무창현, 서릉현, 악현을 병합하였다. 번산(樊山)과 백저산(白紵山)이 있다.                                                                                |
| 영흥(永興) | 황스시 양신현 셴닝시 퉁산현 | 남진에서 양신현이라 부르던 것을 수나라가 부천현(富川縣)으로 개명하였다. 591년(개황 11년) 부천현과 영흥현을 병합하였다. 598년 영흥현으로 고쳐 불렀다. 오룡산(五龍山)이 있다. |
| 포기       | 셴닝시 서부                 | 양나라 때는 상전군(上雋郡)에 속하였다. 사양현과 합쳤다. 석두산(石頭山), 어악산(魚嶽山), 포산(鮑山)이 있다.                                                                  |

## 태수

### 전한
- 윤상(성제 말기? 애제 시기?)
- 소유(蕭由, 평제 시기)

### 후한
- 동선(광무제 시기)
- 황조(? ~ 208년)